# Armongol
Une Armongol était, aux Palaos, une jeune fille qui venait d'un village voisin dans la « maison des hommes » (un bai) pour les servir, leur faire la conversation et avoir des relations sexuelles avec eux contre de l'argent, généralement sous la pression de sa famille. Ces comportements, connus sous le nom de système mongol, n'étaient pas considérés comme de la prostitution mais comme une fonction gratifiante pour les jeunes filles, qui accroissait leurs probabilités de se marier, ainsi que leur prestige social et celui de leur famille. L'argent qu'elles obtenaient était redistribué à leur famille.
La même fonction existait dans l'île de Yap, sous le nom de mesipil. 
Ce système mongol est tombé en désuétude pour deux raisons : d'une part, les colons allemands étaient opposés à ce système qui était cause du déclin de la population (du fait des maladies vénériennes), déclin que les colons souhaitaient enrayer ; et d'autre part et principalement, une partie des femmes paluannes étaient opposées à ce système, surtout les épouses légitimes des hommes fréquentant ces maisons de réunion. 

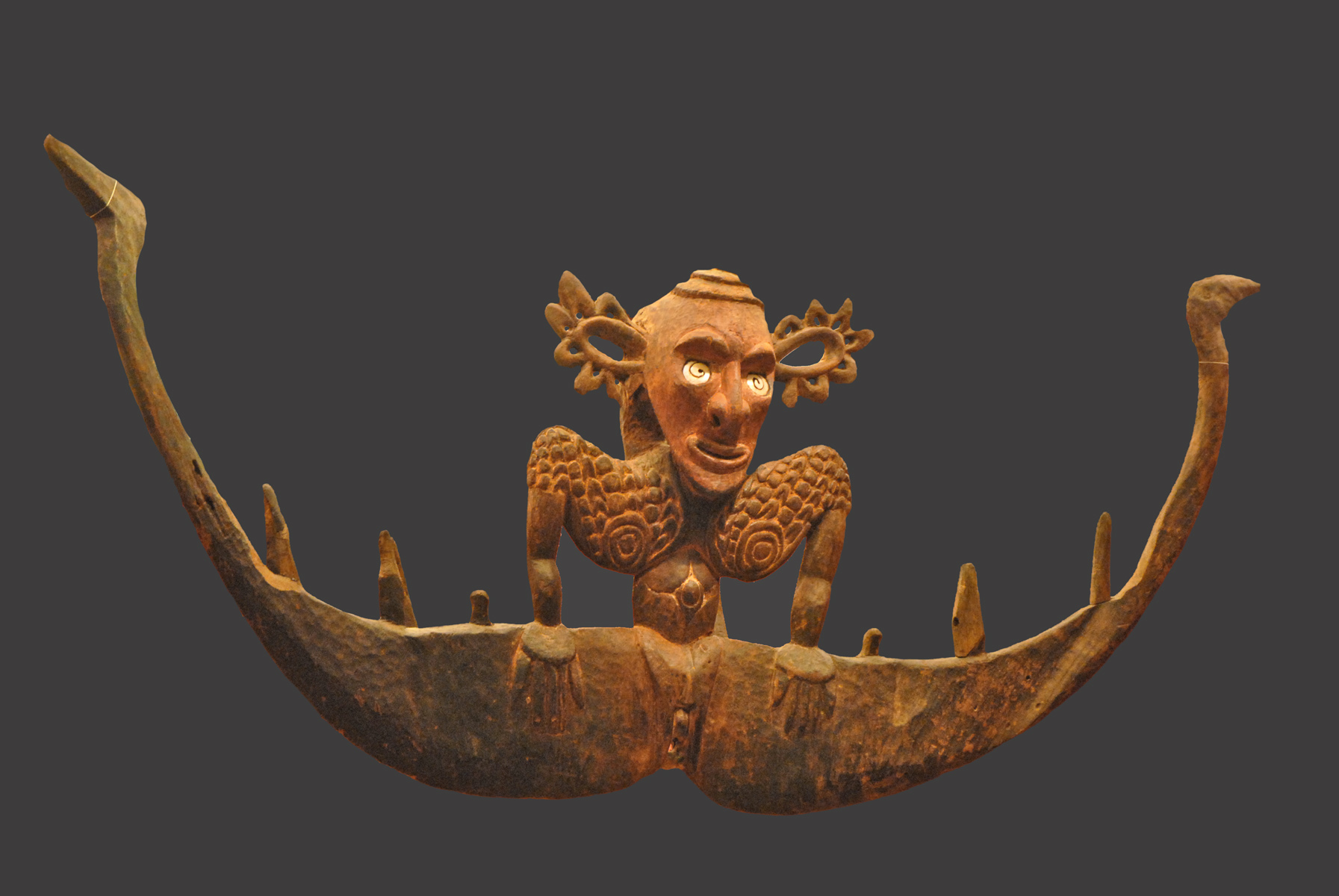
Figure féminine Armongol
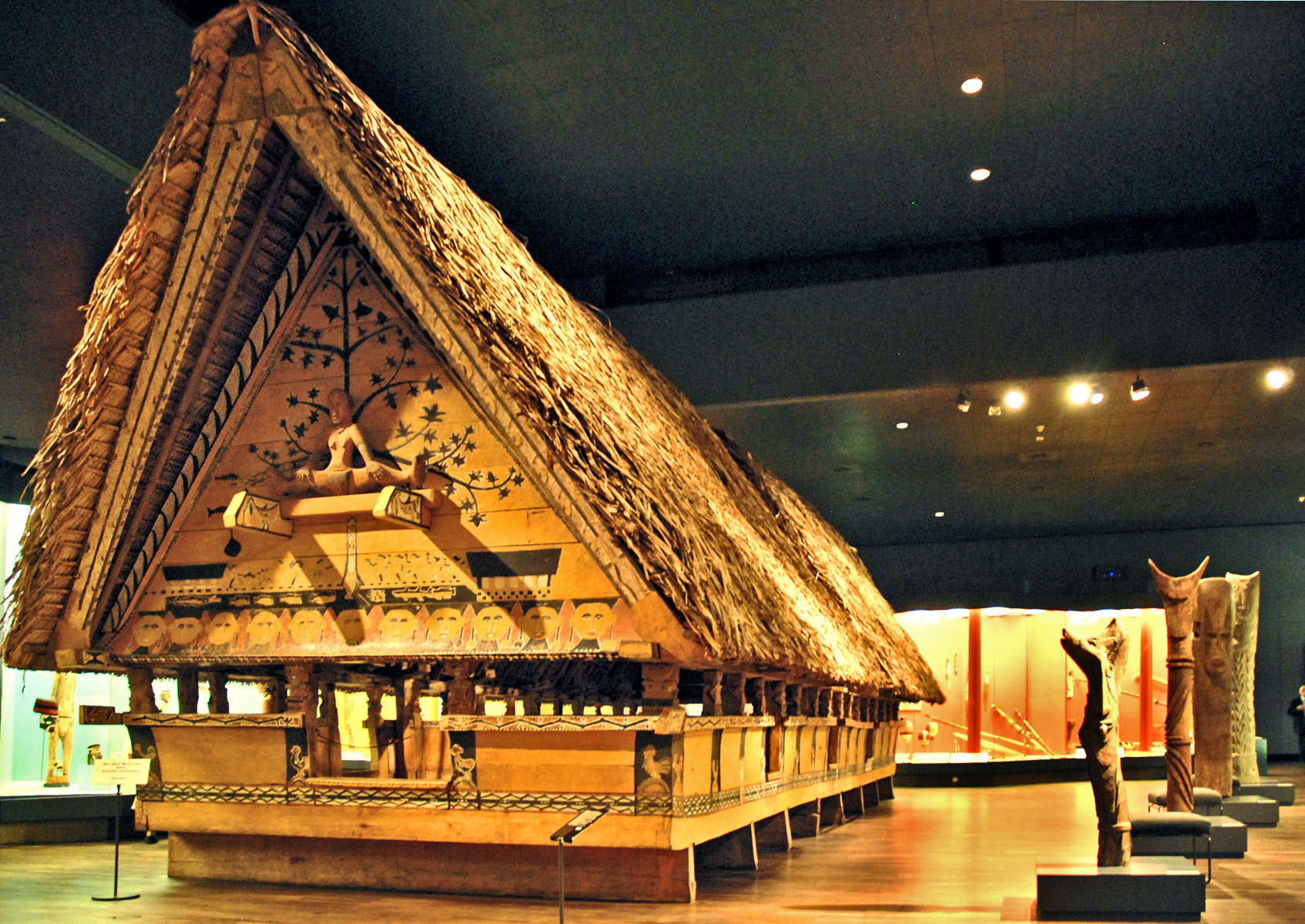
Maison des hommes (Musée ethnologique de Berlin)